# La Dame Blanche
Yaite Ramos Rodriguez (Pinar del Río, Cuba)  conocida como La Dame Blanche es una cantante, flautista y percusionista afrocubana que enfoca su música a los ritmos afrocubanos, electrónicos, clásicos, del dancehall, reggaeton y hip hop. Ella tiene una formación clásica en flauta traversa en la Escuela Nacional de Arte de La Habana.

## Biografía
Yaite Ramos Rodríguez nació el 31 de agosto de 1974 en Pinar del Río, Cuba. Yaite es hija de Iris Rodríguez y Jesús “Aguaje” Ramos, trombonista y director artístico de la Orquesta Buena Vista Social Club. Yaite también es sobrina de Mayito Rivera, ex cantante de Los Van Van. Yaite se mudó a La Habana y estudió flauta traversa en la Escuela Nacional de Arte. Se graduó en 1994 y se unió al septeto femenino Sabor a Miel, donde cantó música tradicional, folclórica, rumba, boleros y música afrocubana para ganarse la vida. En 1998, Yaite se mudó a París, Francia, donde cantó en la banda de salsa femenina Rumbana, se unió a la Grand Orchestre du Splendid, fue corista de Sergent García y vocalista de El Hijo de la Cumbia. 
La Dame Blanche
En 2014 Yaite Ramos Rodriguez se convierte en La Dame Blanche. Sobre su nombre artístico, la flautista ha declarado que:

La Dame Blanche es una leyenda que se conoce en muchos países y muchas culturas, la de un fantasma que sale en las carreteras, que no trae una buena noticia, desgraciadamente, la pobre… Entonces me encarné en esa figura como todo lo contrario de lo que ella significa: yo soy negra, traigo una noticia bastante positiva, me gusta la gente y la humanidad

Además, es un homenaje a su identidad:
negra, santera, cubana, mujer, madre y apasionada de la música.
Yaite proviene de una familia de músicos, por lo que tiene contacto con la música y los escenarios desde muy pequeña. En 1998 emigró a Francia y, aunque le gustó la ciudad, la música y sus posibilidades, su condición de migrante le ejercía presión.
Cuando sales de Cuba y llegas aquí, llegas con una carga bastante pesada. Vas tú, pero llevas a los tuyos también. Vienes ya con muchas causas y hay muchas miradas y gestos que tienes que dejar pasar porque tienes la necesidad de estar aquí para poder ayudar a los tuyos. Me veía obligada a hablar francés, a tener ese comportamiento, y esa aceptación la necesitaba. No era de que vine con una camarita, no, no, no. Vine a imponer porque hay una necesidad grande. Es el hambre o los zapatos de los primos, o lo que necesita la abuela, no sé. Yo venía con una carga bastante pesada y me debía que esto funcionara y, embarazada, mucho más.
La cantante egresó de la Escuela Nacional de Artes de La Habana y se graduó como flautista clásica, carrera en la que quería destacar, pero no contaba con instrumento propio, por lo que empezó a experimentar con distintos géneros y se alejó de ese estilo.

Después de algunos años, cuando tuvo acceso a una flauta e intentó regresar al género
era demasiado tarde para regresar a ese sueño. Ya había conocido otras culturas, otros ritmos. Me descubrí cantando, tocando percusiones con grupos femeninos de La Habana, mucha salsa, mucha música tradicional. Ya lo clásico no me enganchó.
Además, la afrocubana practica la santería y lo hace desde la reivindicación, pues destaca que dentro de la religión las mujeres no la pueden practicar, pues se sigue creyendo que solo es para los hombres.
Fue hasta el 2000 que las mujeres tuvieron mayor participación; posterior a María Cuesta y Nidia Águila de León quienes fueron las primeras mujeres sacerdotisas en Cuba.

## Trayectoria
El cantante Mayito Rivera, le dio su primera flauta, pero su primer contacto con los instrumentos, antes de estudiar música, fue un piano que había en una casa del barrio en donde vivía y cuando llegaba la orquesta de su papá pues no faltaban las percusiones.
En 2014 lanza “Piratas” su primer LP publicado por Wakan Tanka Record y producido por Emiliano Gómez y Marc “Babylotion” Damblé. En varias entrevistas explica que su padre no estaba muy contento con su identidad musical diciéndole “ya tú no sabes que vas a inventar”. La Dame Blanche presentó su primer LP en recintos prestigiosos como el festival “Les Suds” de Arles.
En 2016, La Dame Blanche lanzó su segundo álbum “2”, también producido por Marc Damblé y Emiliano Gómez y publicado por Wakan Tanka Records. El álbum tiene 17 canciones que equilibran la influencia de ritmos latinos con elementos de hip-hop, dub, reggae, músicas del mundo y electrónica. Las letras están enfocadas en problemáticas sociales e historias de su propio barrio que se combinan con sonidos que atraviesan diversas partes del mundo. Algunos de los artistas que colaboran en este álbum son: Philippe Cohen-Solal (Gotan Project), Toy Selectah (Control Machette), DJ Nakeye, Flaco Nuñez (Orishas) y su hija Rachel.
La Dame Blanche fue invitada a actuar en el Festival de Música South by Southwest (SXSW) en Austin, Texas, el Festival WOMEX en Polonia, el Festival WOMAD Charlton Park y el globalFEST en Nueva York. Luego comenzó su primera gira americana. En el escenario, La Dame Blanche rinde homenaje a su crianza en la región rica en tabaco con un cigarro en la mano, una copa de ron, collares, flores blancas y un turbante, alimentando la energía de los espíritus de la santería, su religión afrocubana.
En mayo de 2018, La Dame Blanche lanzó “Bajo el mismo cielo” por National Records. Según la artista, este álbum es una declaración audaz y sin complejos de quién es ella como músico y mujer cubana negra en un mundo donde la diáspora africana está más conectada que nunca. El resultado es un género que Yaité describe como hip-hop-urbano-cubano. En este álbum, La Dame Blanche trabajó con numerosos músicos, entre ellos Manteiga, cantante del grupo sudafricano Batuk en “Mentira”; el dúo mexicano Celso Piña y Serko Fu en “Dos Caras; Nelson Palacios, cantante y multiinstrumentista cubano de “No Puedo Loco”; y el rapero brasileño Rincón Sapiência en “El Sumo Sacerdote”. El sexto tema, “Bajo El Mismo Cielo”, presenta al cantante y guitarrista flamenco español Sergio Aguilera.
En septiembre de 2020, La Dame Blanche lanzó “ELLA”, editado por Nacional Records. Este cuarto álbum de La Dame Blanche es un homenaje a su madre y a todas las mujeres que la habitan. “ELLA” fue grabada entre París (Substudioz) y Ciudad de México (T-Vox Records) y producida por Marc “Babylotion'' Damblé e incluye ritmos del artista francés Baja Frequencia (La Mulata) y el artista costarricense Barzo (La Desconfiada). Dedicado a su madre, es un álbum conceptual cuyos diez temas cuentan las historias de diez mujeres diferentes. 
Durante 2022 y 2023, La Dame Blanche realizó una gira por Estados Unidos, presentándose en el Festival Vive Latino de la Ciudad de México y también en Francia, Suiza, Italia, Dinamarca, España, Bélgica y Reino Unido. Grabó y colaboró con Sol Pereyra y Juli Lasso de Argentina, la rapera trans Villano Antillano de Puerto Rico, La Perla y Dawer X Damper de Colombia, Novalima de Perú, Chico Trujillo de Chile y Nakury de Costa Rica.
En diciembre de 2023, La Dame Blanche lanzó su quinto álbum “Atómica” producido por Marc “Babylotion” Damble y publicado por Nacional Records. El álbum debutó con el sencillo “Mi Negro”, inspirado en "Mi Negra" del rapero Akapellah, nominado varias veces al Latin GRAMMY, una oda a las mujeres negras, su fuerza y su belleza.
La cubana ha colaborado con músicos como Celso Piña, Chico Trujillo, Macha & El Bloque Depresivo. Y cuando emigró a París, formó parte de la banda del cantante francés Sergent Garcia, como flautista y corista.
La cantante se ha presentado en escenarios como el Latin Alternative Music Conference en Nueva York y el Festival de Jazz de Montreal.

## Discografía
- Piratas (2014)[34]
- 2 (2016)
- Bajo el mismo cielo (2018)
- Ella (2020)[35]
- Atómica (2024)[36]

Sencillos
- "Cógelo con Calma" (2020)
- "La Mentalista" (2020)
- "La Maltratada" (2020)
- "Mata Sede" feat. Amanda Magalhaes (2021)
- "Veneno" (2021)
- "Qué más quieres que te dé" (2021)
- "A la Verita Tuya (Shangó Remix)" (2022)
- "Wine" feat. Nakury (2022)
- "Mala Mía" feat. Sol Pereyra (2023)
- "Oídos Sordos" (2023)
- "Como Loba" (2023)
- "Los fines de semana" (2023)
- "Bailarina" – Mula (2023)